# 李言恭
李言恭（1541年—1599年），字惟寅，號青蓮居士。盱眙（今属江苏）人。
明代開國功臣岐陽武靖李文忠之後裔，萬曆三年，襲爵臨淮侯，守備南京，累加少保。萬曆二十七年（1599年）卒。著有《游燕集》、《楚游集》、《青蓮閣集》、《貝葉齋集》，另有《日本考》。 